# IC 3179
IC 3179 ist eine elliptische Galaxie vom Hubble-Typ E0 im Sternbild Haar der Berenike am Nordsternhimmel. Sie ist schätzungsweise 297 Millionen Lichtjahre von der Milchstraße entfernt.
Das Objekt wurde am 23. März 1903 von dem deutschen Astronomen Max Wolf entdeckt.